# Cactaceae
Cactaceae é uma família botânica de arbustos, árvores, ervas, lianas e subarbustos representada pelos cactos ou catos. São aproximadamente 142 gêneros e 1793 espécies aceitas. Os ramos longos, geralmente suculentos e alguns até comestíveis, produzem folhas fotossintéticas e os caules curtos produzem folhas modificadas em espinhos ou conjunto deles; estípulas ausentes e fruto tipo baga. As flores dos cactos são grandes, sendo que muitas espécies apresentam floração noturna já que são polinizadas por insetos ou pequenos animais noturnos, principalmente mariposas e morcegos. Algumas espécies confundem-se com a família Euphorbiaceae.
São frequentemente usados como plantas ornamentais, e alguns na agricultura. São plantas pouco usuais, adaptadas a ambientes extremamente quentes ou áridos, apresentando ampla variação anatômica e capacidade fisiológica de conservar água. Os cactos existem em ampla variação de formatos e tamanhos. O mais alto é o Pachycereus pringlei, cuja altura máxima registrada foi 19,20 metros, e o menor é Blossfeldia liliputiana, quando adulta medindo cerca de onze milímetros de diâmetro.

## Etimologia

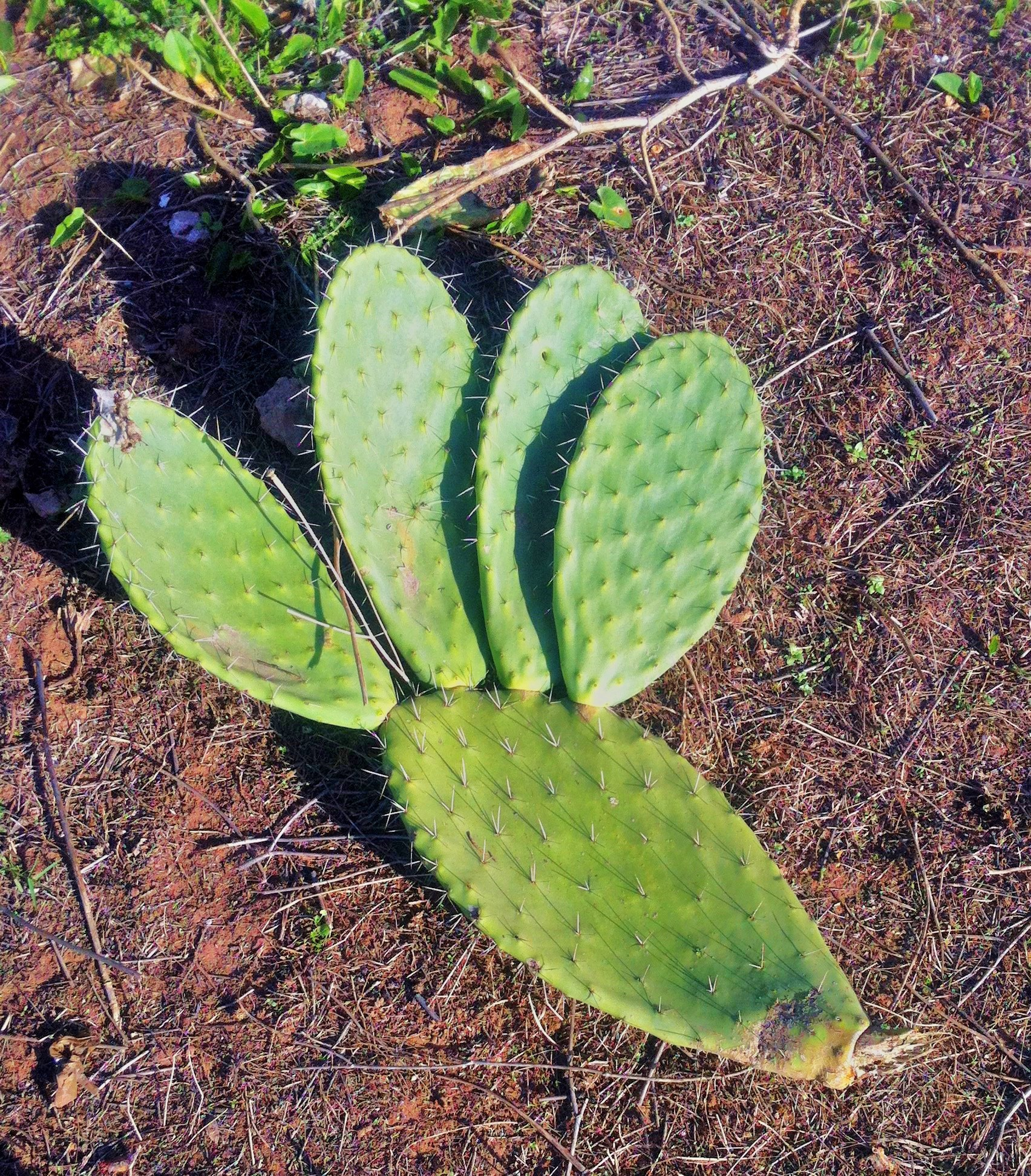
A Opuntia está entre os cactos mais comuns na América do Norte.

"cacto" vem da palavra grega Κακτος (kaktos), vinda à língua portuguesa pela latina cactus. vem do grego. Κακτος era empregada antigamente para designar uma espécie de cardo espinhoso, e foi escolhida como nome genérico Cactus por Linnaeus, em 1753; hoje rejeitada em favor de Mammillaria.

## Morfologia

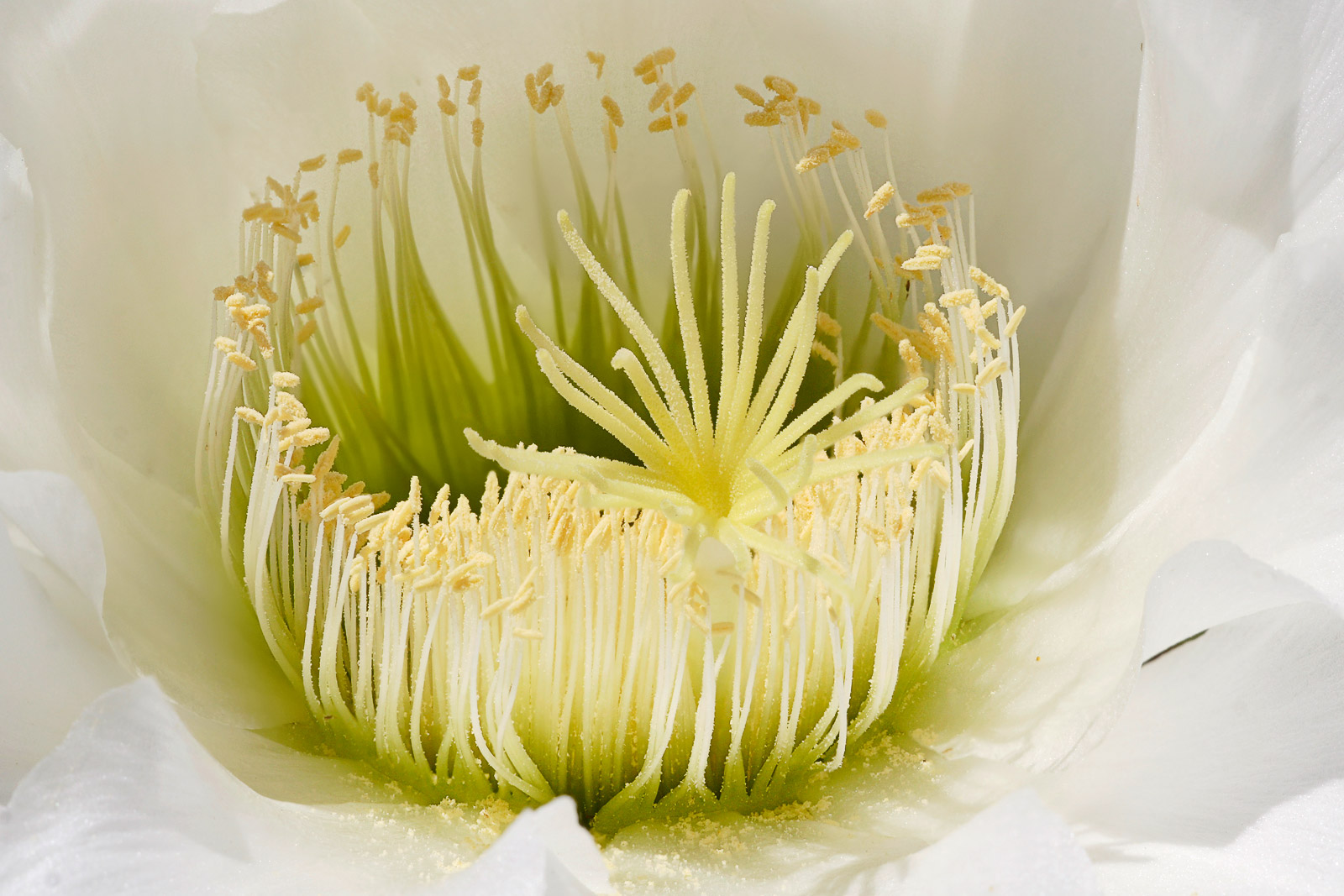
Detalhe de uma flor da Echinopsis spachiana mostrando o grande número de estames.

### Folhas
A família cactaceae apresenta diferenciação de ramos, sendo eles curtos ou longos. As folhas presentes nos ramos longos são fotossintéticas, alternas e espiraladas, com venação perinérvea ou inconspícua, variando desde reduzidas á ausentes. Já as folhas dos ramos curtos são modificadas em espinhos, frequentemente produzindo pelos irritantes (gloquídeos), com metabolismo ácido das crassuláceas (CAM)

### Flores

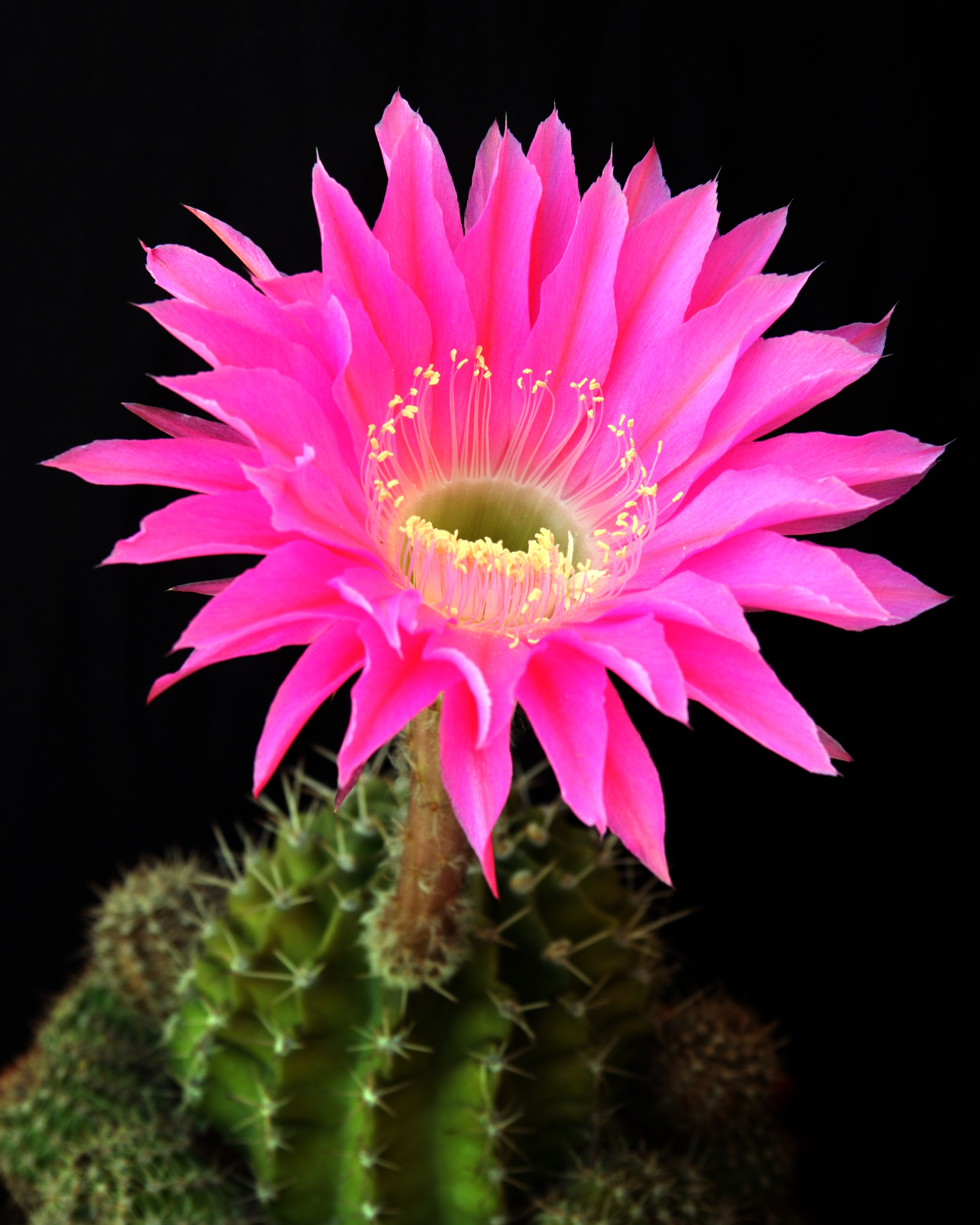
Detalhe de uma flor de cactus.

As flores são geralmente bissexuais, radiais e ligeiramente bilaterais, com hipanto curto a alongado, se abrem tanto de dia como de noite, dependendo da espécie. Possuem inflorescência determinada, geralmente reduzida a uma flor solitária, ou inflorescências terminais, com flores inseridas no ápice de um ramo modificado (e, portanto, parecendo axilares)
Tépalas numerosas e em arranjo espiralado, geralmente livres, petaloides, ou as mais externas sepaloides e as mais internas petaloides e imbricadas.
Carpelos conatos e numerosos, ovário quase sempre ínfero, mas em algumas espécies de Pereskia semi-ínfero ou até súpero, com grande número de óvulos campilótropos; placentação geralmente parietal.
Androceu formado de numerosos estames, com anteras muito pequenas.

### Fruto

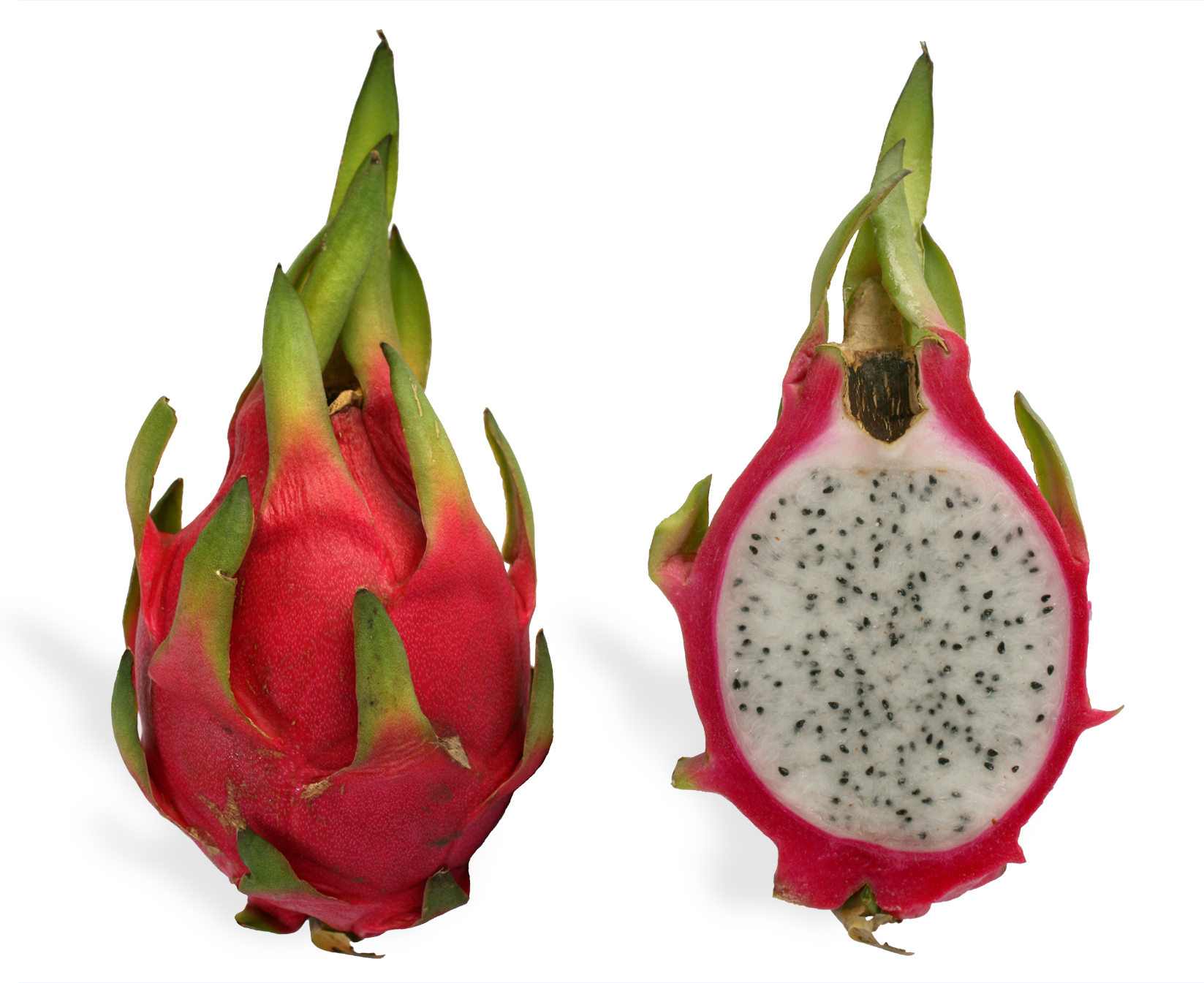
Fruto do tipo baga (Pitaia).

Fruto do tipo baga, com a região externa portando nós e entrenós, geralmente com espinhos e/ou gloquídeos nas aréolas. Sementes numerosas (chegando até três mil unidades) medindo entre 0,4 e 12 milímetros de comprimento; às vezes são cobertas por um arilo duro. Endosperma ausente, mas perisperma às vezes presente; embrião geralmente curvo.

### Caule
Os caules das cactaceae são no geral suculentos, cilíndricos, poligonais e de altura média; às vezes são reduzidos á uma esfera ovoide ou disco, podendo ser articulados ou não. Em via de regra são armados com acúleos e/ou gloquídeos, inseridos geralmente nas aréolas.
A epiderme do caule geralmente apresenta estômatos, fitoferritina presente no floema, geralmente com alcalóides ou saponinas triterpenoides e presença de betalaínas.
Apresentam também modificação caulinar em cladódios, estes com presença de clorofila e relativamente grande quantidade de água armazenada em seu interior, sendo assim de extrema importância nos ambientes áridos ou semiáridos

## Distribuição

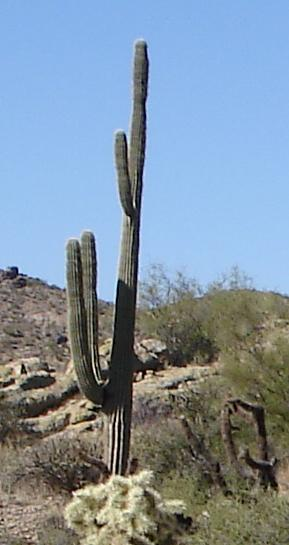
Cacto Saguaro no Arizona, EUA. Espécie bem conhecida dos filmes de faroeste.

A família ocorre principalmente nas Américas do Norte e do Sul, porém Rhipsalis ocorre na África tropical, provavelmente carregada como sementes no trato digestivo de pássaros migratórios. Muitas espécies de Opuntia, popularmente conhecida no Brasil como figo da Índia ou Palma brava, foram introduzidas na Austrália no século XIX para serem utilizadas como cerca-viva e hospedeira de cochonilhas para produção de corantes, mas rapidamente espalharam-se pela natureza.
No Brasil a família não é endêmica, tendo sua distribuição confirmada no Norte (Acre, Amazonas, Amapá, Pará, Rondônia, Roraima, Tocantins), Nordeste (Alagoas, Bahia, Ceará, Maranhão, Paraíba, Pernambuco, Piauí, Rio Grande do Norte, Sergipe) Centro-oeste (Distrito Federal, Goiás, Mato Grosso do Sul) Sudeste (Espírito Santo, Minas Gerais, Rio de Janeiro, São Paulo) e Sul (Paraná, Rio Grande do Sul, Santa Catarina).
Os domínios fitogeográficos são Amazônia, Caatinga, Cerrado, Mata Atlântica, Pampa e Pantanal; mais especificamente ocorrem nos tipos de vegetação de Área Antrópica, Caatinga, Campo de Altitude, Campo de Várzea, Campo Limpo, Campo Rupestre, Carrasco, Cerrado (lato sensu), Floresta Ciliar ou Galeria, Floresta de Igapó, Floresta de Terra Firme, Floresta de Várzea, Floresta Estacional Decidual, Floresta Estacional Perenifólia, Floresta Estacional Semidecidual, Floresta Ombrófila (= Floresta Pluvial), Floresta Ombrófila Mista, Manguezal, Palmeiral, Restinga, Savana Amazônica, Vegetação Sobre Afloramentos Rochosos.

## Adaptação à seca
Alguns ecosistemas, como os desertos, semiáridos, caatingas e cerrados, recebem pouca água na forma de precipitação pluviométrica. As plantas que habitam estas áreas secas são conhecidas como xerófitas, e muitas delas são suculentas, com folhas espessas ou reduzidas.
Os cactus apresentam numerosas adaptações a ambientes secos. Ramos dimórficos e folhas reduzidas, alguns caules são fotossintéticos e apresentam tecidos que estocam ou acumulam água; outros apresentam folhas reduzidas e modificadas em espinhos protetores. O metabolismo CAM permite que os estômatos se abram durante a noite (economia de água) de modo a captar o dióxido de carbono que é estocado na forma de ácido málico e utilizado na fotossíntese durante o próximo dia. Apresentam também um denso e abrangente sistema de raízes, sendo uma raiz pivotante profunda e caules com cutícula espessa e epiderme com estômatos em criptas. A concentração de sal nas células das raízes é relativamente elevada, de modo que quando a umidade eleva-se, a água possa imediatamente ser absorvida na maior quantidade possível.
Determinadas espécies desenvolveram folhas efêmeras, sendo estas folhas que duram um curto período de tempo enquanto um novo broto estiver ainda em sua fase inicial de desenvolvimento. Um bom exemplo de uma espécie de folhas efêmeras é a Opuntia ficus-indica, mais conhecida como figo da Índia.

## Polinização

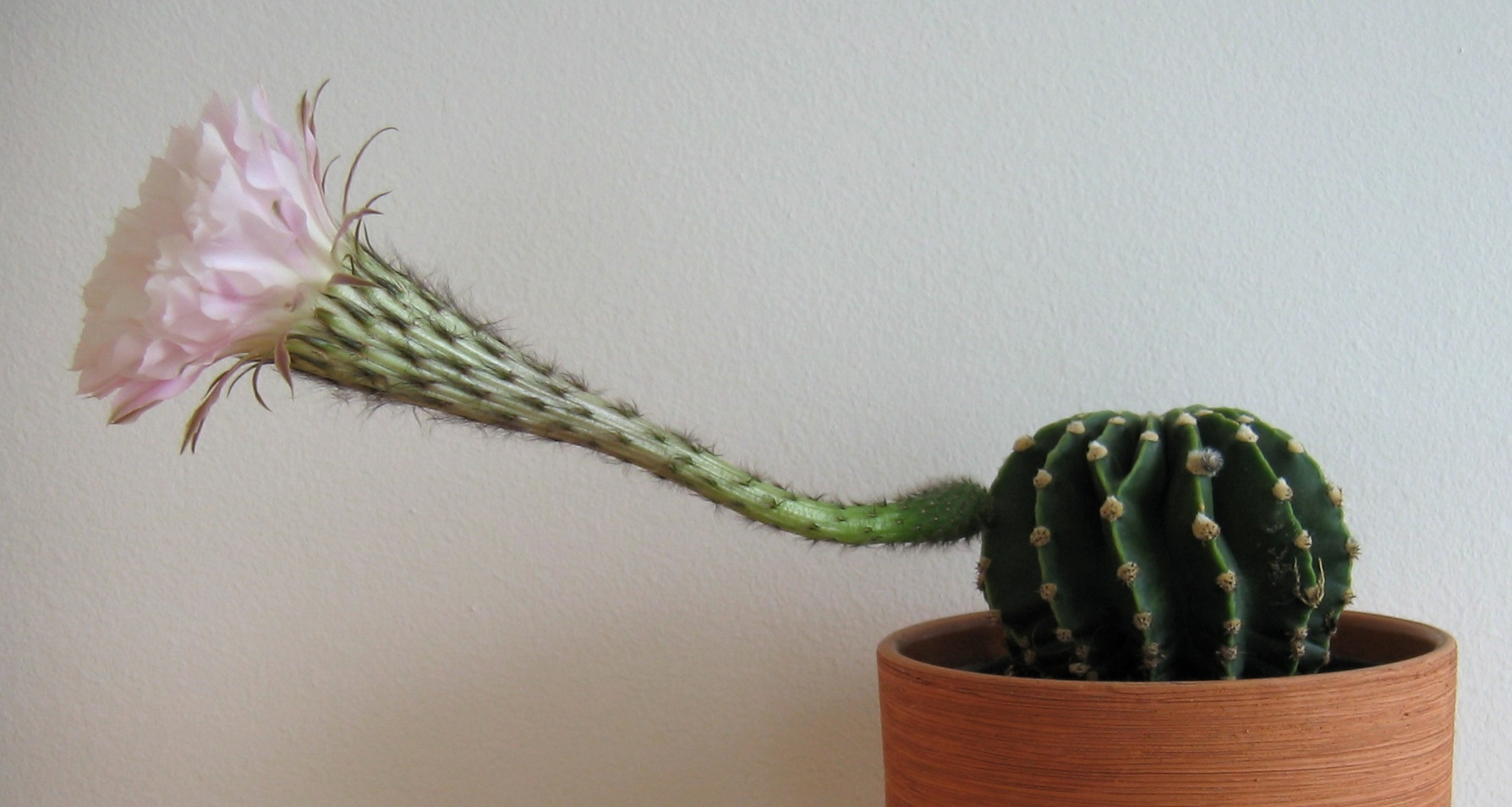
Echinopsis florido. Suas flores de perfume adocicado abrem à noite e murcham na manhã seguinte.

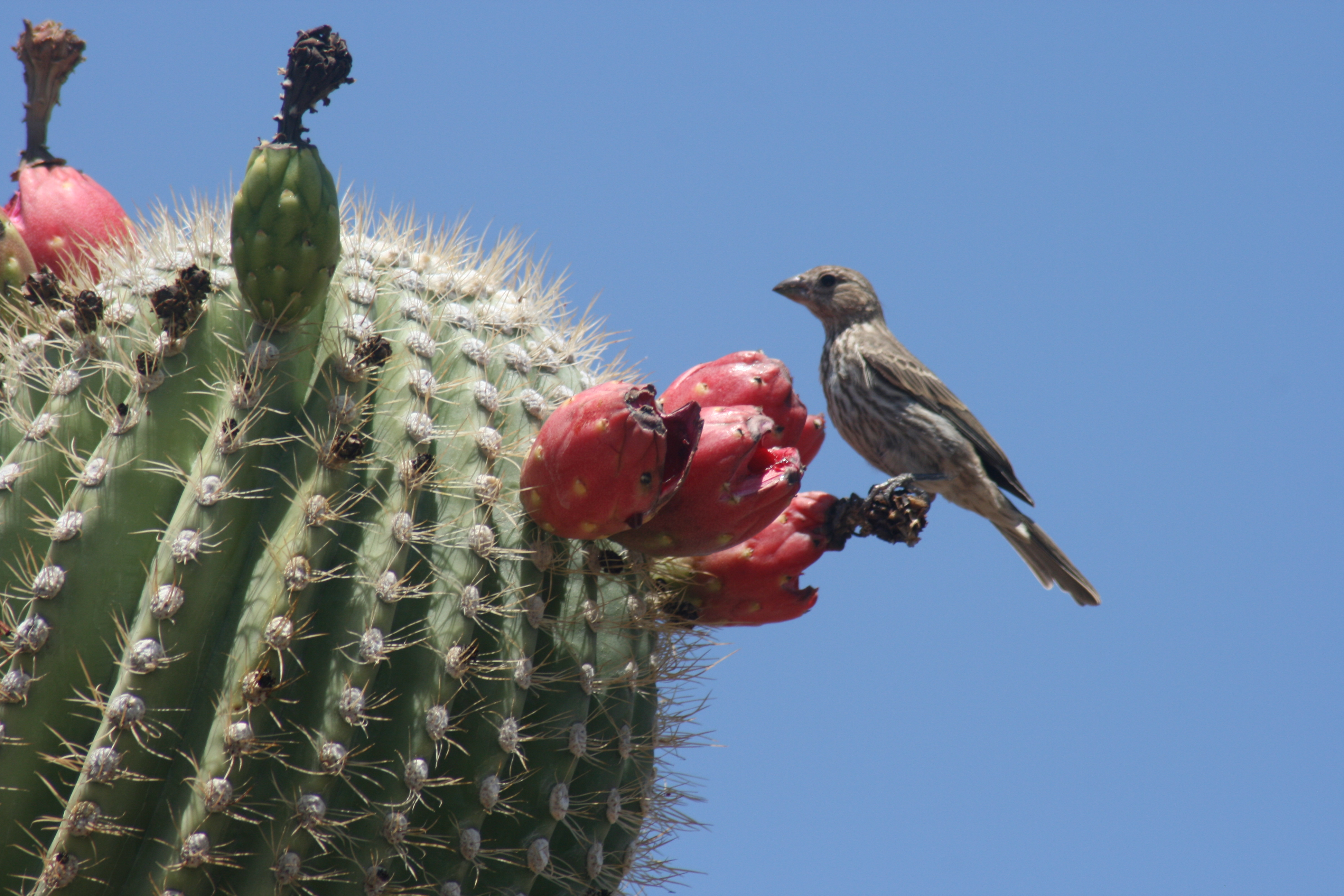
Pássaro promovendo polinização em Carnegiea gigantea.

Predomínio da polinização cruzada. As vistosas flores de Cactaceae são extremamente variáveis em forma e cor, sendo visitadas por diversos insetos, aves e morcegos, atraídos pelo pólen e pelo néctar. As bagas são dispersas por aves e mamíferos, sendo que alguns gêneros são parcialmente dispersos por formigas, atraídas pelos funículos carnosos das sementes. Os frutos de algumas espécies são espinhosos, o que promove o transporte externo por determinados mamíferos.
A formação do hipanto possibilitou o desenvolvimento de um tubo floral longo, de até 30 cm de comprimento, sendo este uma possível inovação chave para a família, pois permitiu uma maior diversidade de polinizadores para as flores.

## Filogenia
Cactaceae é uma família monofilética, sendo que tal colocação é sustentada por numerosos caracteres morfológicos e dados de sequências de DNA. O gênero Pereskia retém inúmeros estados de caráter plesiomórfico como caules não suculentos, folhas bem desenvolvidas e persistentes, inflorescências cinosas, muitos estiletes e em algumas espécies ovário súpero com placentação basal. Todos esses estados estão ausentes nos outros integrantes da família.
O resto da família, com exceção de Rhodocactus, forma um clado que é caracterizado pela presença de estômatos no caule e pela formação tardia da casca, o que promoveu a evolução da fotossíntese no caule.
A maioria das espécies de cactaceae está inserida ora em Opuntioideae ora em Cactoideae, e estas subfamílias formam um clado sustentado pela presença de flores solitárias inseridas no ápice de um caule, e pela presença de ovário ínfero, sendo que este evoluiu independentemente em um grupo de espécies de Pereskia). Opuntioideae é monofilética e sustentada por sinapomorfias como a presença de gloquídeos nas aréolas, testa da semente coberta por arilo duro e caracteres de cpDNA.
A monofilia de Cactoideae é sustentada pela extrema redução ou ausência completa de folhas, sendo que muitas espécies apresentam caules costados, outra apomorfia. A família é taxonomicamente difícil, apresentando problemas na delimitação de gêneros e espécies.

## História

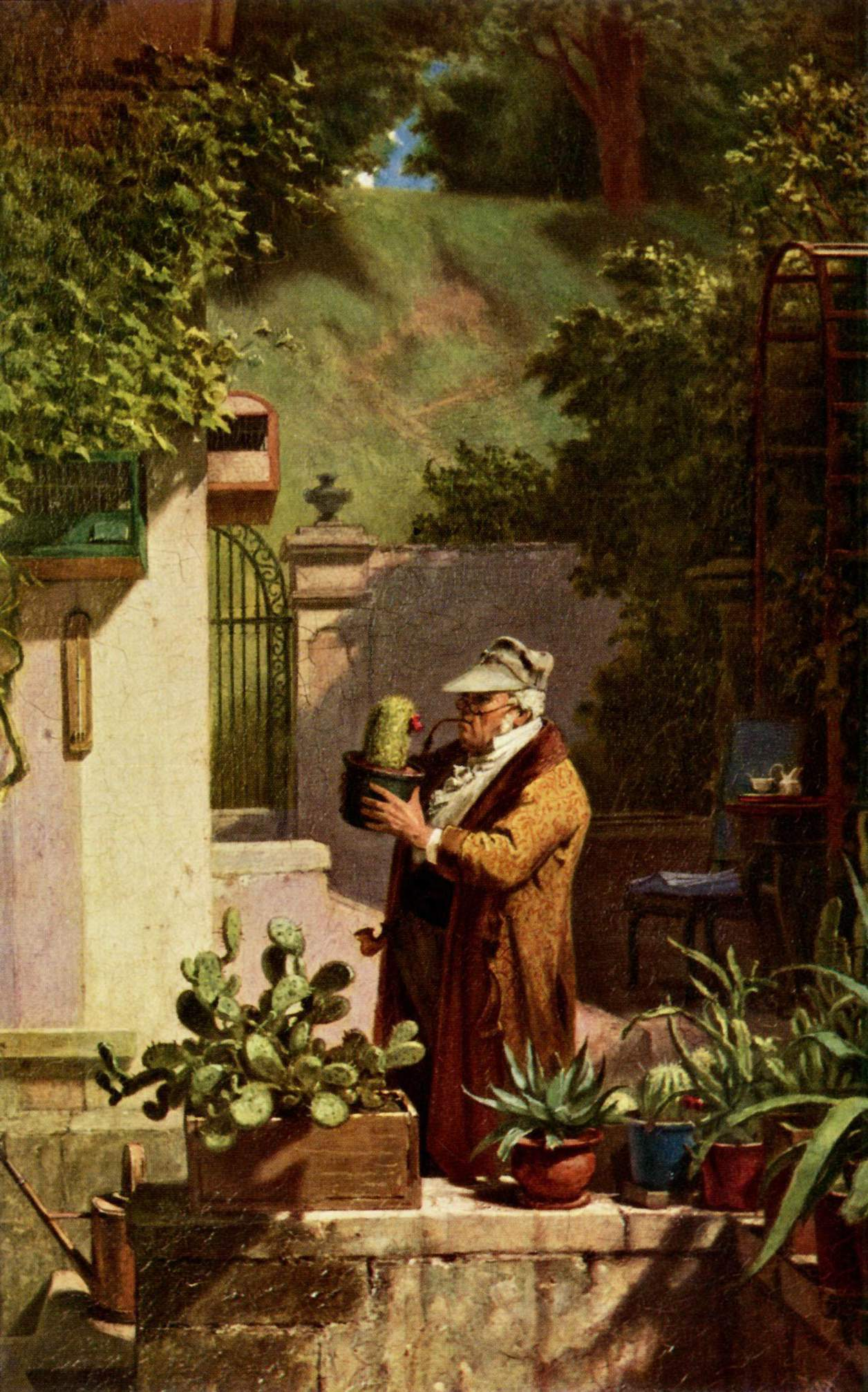
Carl Spitzweg, um aficcionado dos cactos, cerca de 1856.

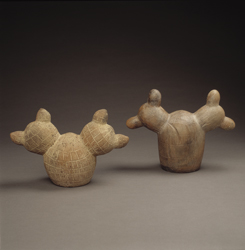
Cactos Moche. 200 a.C., coleção do Museu Larco, Lima, Peru.

Entre as ruínas da civilização asteca, plantas com aparência de cactos são encontradas nas pinturas, esculturas e desenhos, com muitas imagens assemelhando-se ao Echinocactus grusonii. Este cacto, popularmente conhecido como assento de sogra, tem grande significado ritual pois sacrifícios humanos eram realizados nestes cactos. Tenochtitlan, o nome mais antigo da Cidade do México, significa "Lugar dos Cactos Sagrados". No atual Brasão do México existem uma águia, uma serpente e um cacto.
A longa exploração econômica dos cactos pode ser traçada aos astecas. Os índios norte-americanos, utilizam alcalóides produzidos por diversas espécies de cactos para cerimônias religiosas. Hoje, além de seu uso como produto alimentício (geléias, fruta, vegetais), seu uso principal é como um hospedeiro para o cochonilha, inseto do qual um corante vermelho carmim é obtido e utilizado na produção de Campari ou batom. Particularmente na América do Sul, cactos mortos, do tipo coluna, rendem valiosa madeira para construção. Alguns cactos também apresentam importância farmacêutica.
Desde o momento que os antigos exploradores europeus avistaram-nos, os cactos despertaram muito interesse: Cristóvão Colombo levou o primeiro melocactus à Europa. Seu interesse científico começou a despertar no século XVII. Em 1737, vinte quatro espécies eram conhecidas, os quais Linnaeus agrupou, formando o gênero "Cactus".
Do começo do século XX o interesse nos cactos aumentou significativamente. Isto foi acompanhado de sua elevação do interesse comercial, ocasionando consequências negativas que culminaram nas invasões de seus habitats nativos. Com grande número de admiradores, tanto por interesse científico como passatempo, ainda hoje novas espécies e variedades são descobertas anualmente.
Todos os cactos são cobertos pela Convention on International Trade in Endangered Species of Wild Fauna and Flora (CITES), e muitas espécies, em virtude de sua inclusão no apêndice 1 do CITES, são totalmente protegidas.
Alguns países têm uma atitude algo contraditória em relação à proteção das espécies. No México, por exemplo, ser flagrado no ato de coletar cactos acarreta pena de prisão, entretanto os habitats dos cactos são destruídos para a construção de estradas e de linhas de eletricidade novas. Alguns cactos são endêmicos de pequenas áreas, se este habitat for destruído, pela construção ou coleta, caso a espécie que cresce lá seja realmente endêmica, está perdida para a posteridade.
O povo Moche do antigo Peru louvava a agricultura e frequentemente representava os cactos em sua arte.

## Usos

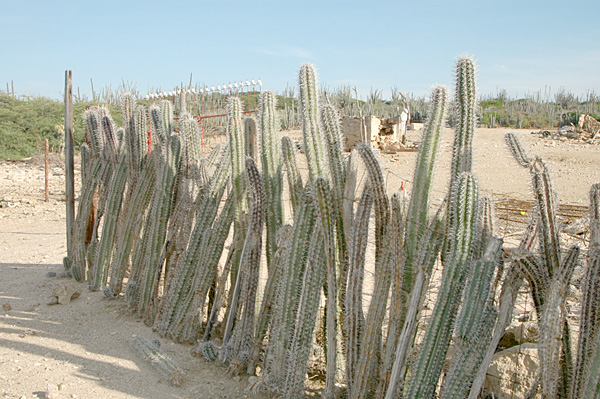
Cerca de cacto em Bonaire.

Os cactos, cultivados no mundo inteiro, são uma visão familiar em vasos ou em jardins decorativos dos climas mais quentes. Frequentemente fazem parte de jardins xerofíticos, jardins em regiões áridas, ou jardins ornamentais rochosos. Alguns países, tais como a Austrália, têm limitações no fornecimento de água em muitas cidades, assim plantas resistantes à seca estão aumentando em popularidade. Numerosas espécies atualmente tem seu cultivo amplamente difundido, tais como espécies de Echinopsis, Mammillaria e Círio entre outras. Alguns, tais como o cacto dourado do tambor, Echinocactus grusonii, são muito valorizados em projetos de paisagismo. Os cactos são comumente usados como cercas vivas onde há falta de recursos naturais ou de meios financeiros para construir uma cerca permanente. Isto é observado frequentemente em áreas de climas quentes e áridos, tais como Masai Mara no Kenya (ver foto). Cercas de cacto são usadas frequentemente pelos proprietários e paisagistas como segurança. Os espinhos afiados do cacto intimidam pessoas desautorizadas a aventurarem-se em propriedades privadas, e podem impedir arrombamentos se plantados sob janelas e condutores próximos. 

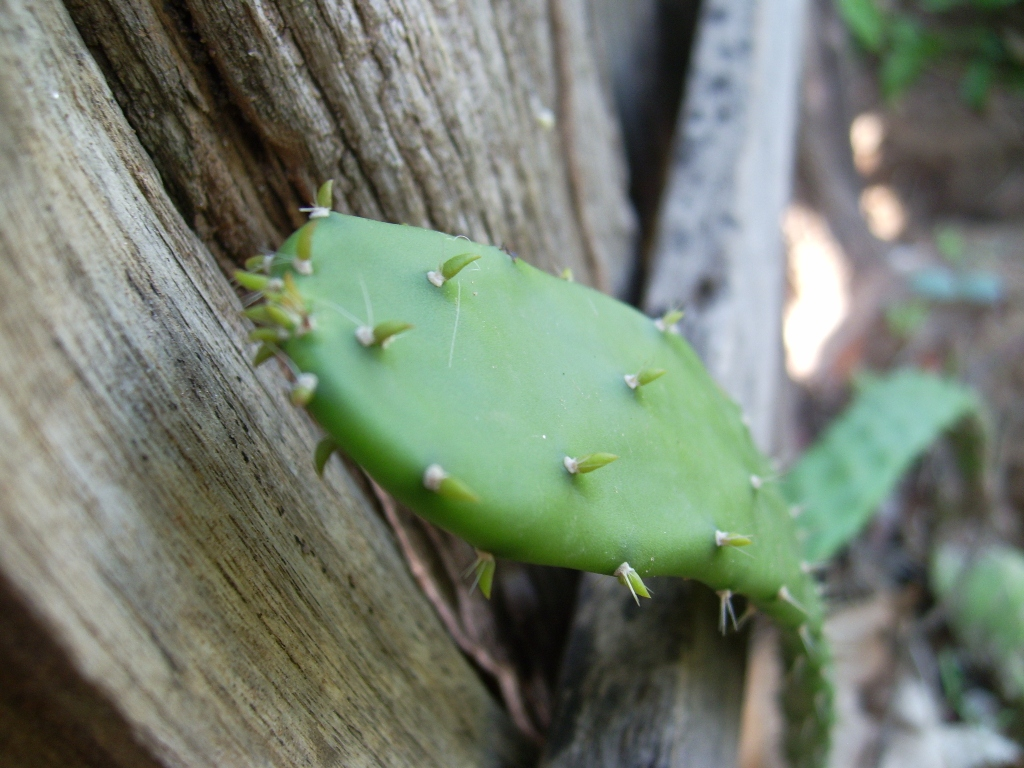
Palma na cerca, em Pedreiras (Maranhão).

 As características estéticas de algumas espécies, além de suas qualidades de segurança, tornam-nas uma alternativa considerável às cercas e muros artificiais.
Além de plantas de jardim, muitas espécies de cacto têm usos comerciais importantes, alguns cactos produzem frutas comestíveis, como o figo da Índia e o Hylocereus, que produz a fruta do dragão ou Pitaya. Opuntia são usadas igualmente como hospedeiros para criação das cochonilhas utilizadas na indústria tintureira da América Central.
A Lophophora williamsii, é um conhecido agente psicoativo utilizado pelos indígenas norte americanos do sudeste dos Estados Unidos. Algumas espécies de Echinopsis, antes Trichocereus, também apresentam estas propriedades. O cacto de São Pedro, uma espécie comum de jardins, contém mescalina.
Entre os gêneros mais comuns em floriculturas se destacam os Acantocalycium, Aporocactus, Ariocarpus, Astrophytum, Cephalocereus, Cereus, Cleistocactus, Copiapoa, Coriphantha, Echinocactus, Echinocereus, Stenocactus, Echinopsis, Epiphyllum, Espostoa, Ferocactus, Gymnocalycium, Hatiora, Leuchtenbergia, Mammillaria, Melocactus, Myrtillocactus, Neoporteria, Opuntia, Oreocereus, Parodia, Pereskia, Rebutia, Rhipsalis, Schlumbergera, Selenicereus, Stenocereus e Thelocactus.

## Cultivo em vaso

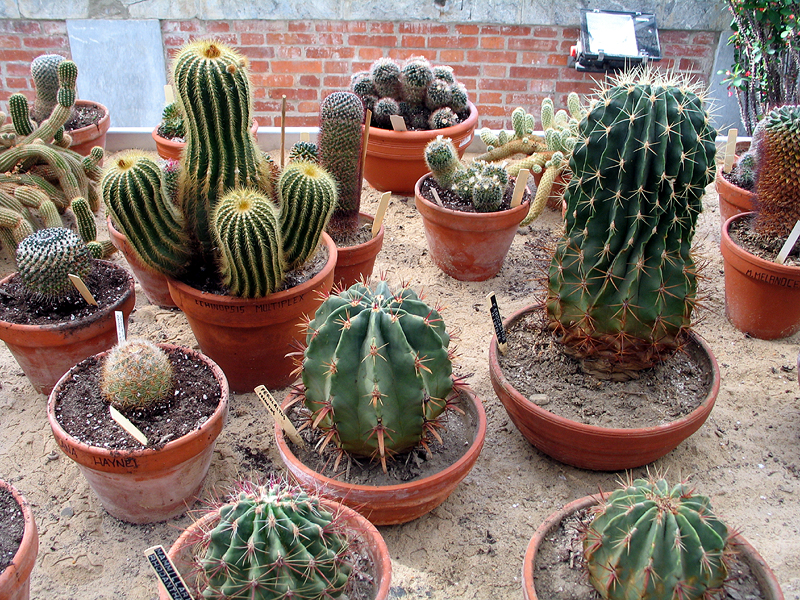
Pequena coleção de cactos em vasos.

Um bom substrato é essencial podendo ser composto da seguinte maneira: 50% de areia lavada de rio, 50% de terra vegetal. Pode ser acrescentado o húmus de minhoca na proporção de um terço do volume de terra vegetal. Os espécimes jovens não devem ser expostos diretamente ao sol o dia inteiro, precisando apenas de luminosidade intensa. A rega não deve ser excessiva, pois pode apodrecer o cacto

## Gêneros
| - Acanthocalycium - Acanthocereus - Airampoa - Aporocactus - Ariocarpus - Armatocereus - Arrojadoa - Arthrocereus - Astrophytum - Austrocactus - Austrocylindropuntia - Aztekium - Backebergia - Bergerocactus - Blossfeldia - Brachycereus - Brasilicactus - Brasilicereus - Brasiliopuntia - Bridgesia - Browningia - Cactus - Calymmanthium | - Carnegiea - Castellanosoia - Cephalomamillaria - Cephalocereus - Cereus - Cipocereus - Cleistocactus - Coleocephalocereus - Consolea - Copiapoa - Corryocactus - Coryphantha - Cumulopuntia - Cylindropuntia - Denmoza - Discocactus - Disocactus - Echinocactus - Echinocereus - Echinofossulocactus - Echinomastus - Echinopsis - Epiphyllum | - Epithelantha - Eridisia - Eriocereus - Eriosyce - Escobaria - Escontria - Espostoa - Espostoopsis - Estevesia - Eulychnia - Facheiroa - Ferocactus - Frailea - Geohintonia - Grusonia - Gymnocalycium - Haageocereus - Hamatocactus - Hariota - Harrisia - Hatiora - Heliocereus - Hylocereus - Islaya - Isolatocereus - Jasminocereus - Kadenicarpus - Krainzia | - Lasiocereus - Lemaireocereus - Leocereus - Lepismium - Leptocereus - Leptocladia - Leuchtenbergia - Lobivia - Lophocereus - Lophophora - Loxanthocereus - Maihuenia - Maihueniopsis - Malacocarpus - Mammillaria - Mamilloydia - Marginathocereus - Matucana - Melocactus - Micranthocereus - Mila - Miqueliopuntia - Monvillea - Myrtillocactus - Neobesseya - Neobuxbaumia - Neochilenia - Neolloydia - Neolobivia - Neomammillaria - Neoporteria - Neoraimondia - Neowerdomannia - Nopalea - Nopalxochia - Notocactus - Nyctocereus - Obregonia | - Opuntia - Oreocereus - Oroya - Ortegocactus - Pachycereus - Parodia - Pediocactus - Pelecyphora - Peniocereus - Pereskia - Pereskiopsis - Pfeiffera - Pilocereus - Pilosocereus - Platyopuntia - Polaskia - Porfiria - Praecereus - Pseudoacanthocereus - Pseudomitrocereus - Pseudopilocereus - Pseudorhipsalis - Pterocactus - Pterocereus - Puebloa - Puna - Pygmaeocereus - Pyrrhocactus - Quiabentia - Rebutia - Reicheocactus - Rhipsalis - Rhodocactus - Samaipaticereus - Schlumbergera | - Sclerocactus - Selenicereus - Siccobaccactus - Solisia - Stenocactus - Stenocereus - Stephanocereus - Stetsonia - Strombocactus - Sulcorebutia - Tacinga - Tephorocactus - Thelocactus - Thrixanthocereus - Torreycactus - Trichocereus - Tunilla - Turbinicarpus - Uebelmannia - Weberbauerocereus - Weberocereus - Weingartia - Werckleocereus - Wigginsia - Yavia |